# Calgary Tower

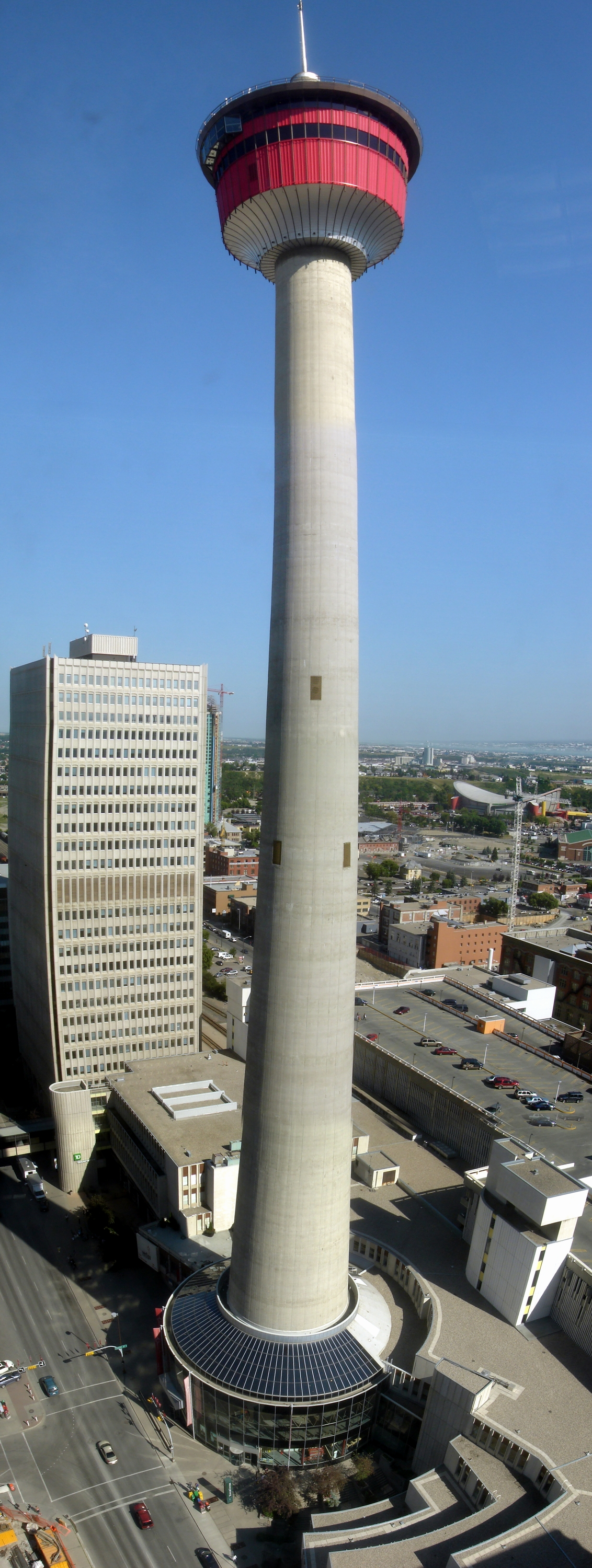
A Calgary Tower.

A Calgary Tower é uma torre com 191 metros e 726 degraus e é considerada uma das mais famosas atracções de Calgary, Alberta, Canadá. No topo pode-se encontrar um restaurante giratório. A torre começou a ser construída  em 15 de Maio de 1967.
A torre foi construída com um custo de 3.500.000 de dólares e foi um empreendimento conjunto entre a Marathon Realty Company Limited e a Husky Oil. A torre foi sujeita a um programa de renovamento urbano para o Centenário do Canadá. Abriu ao público em 30 de Junho de 1968.
Durante os Jogos Olímpicos de Inverno de 1988, uma chama ardia no cimo da torre, fazendo dela a maior tocha olímpica no mundo. A tocha ainda é acendida actualmente, para ocasiões especiais, como para o Canada Day, para a Corrida das Calgary Flames, entre outras.
O edifício é membro fundador da Federação Mundial das Grandes Torres.

## Galeria

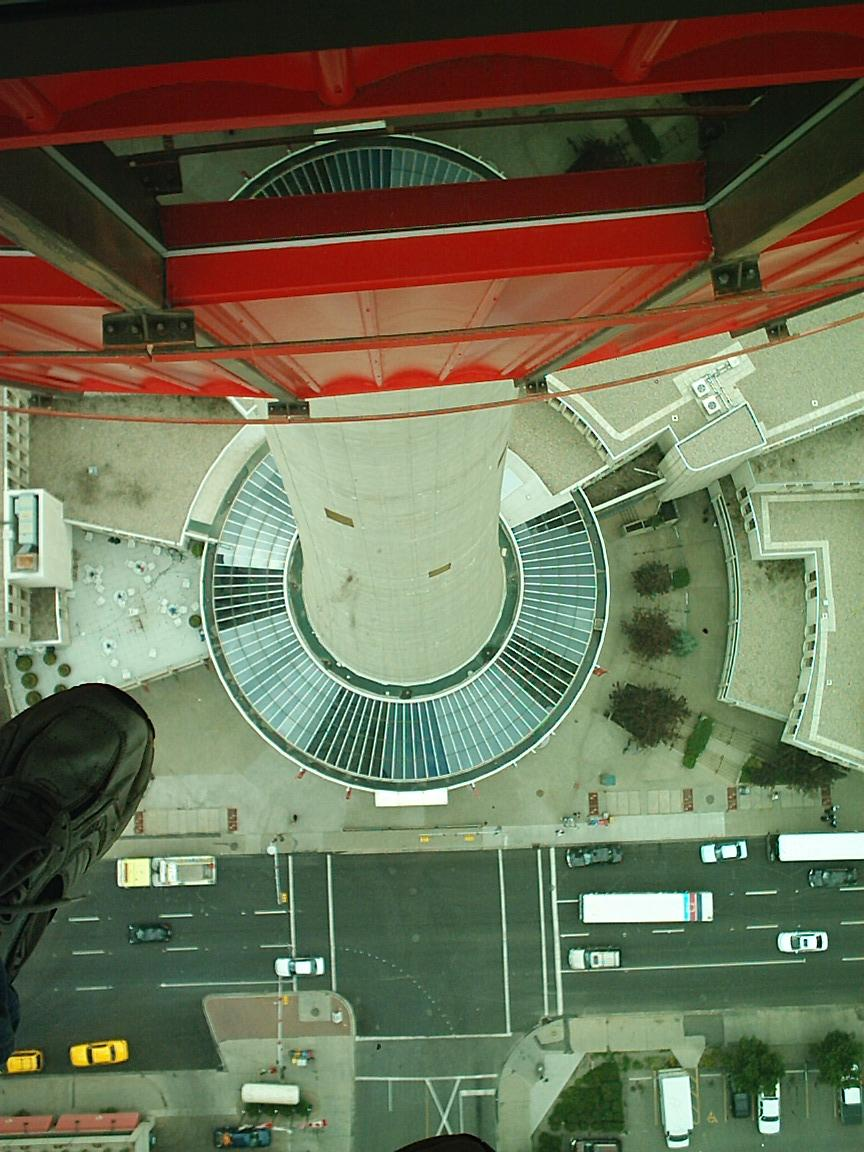
Uma vista da extensão com Piso de vidro do observatório.
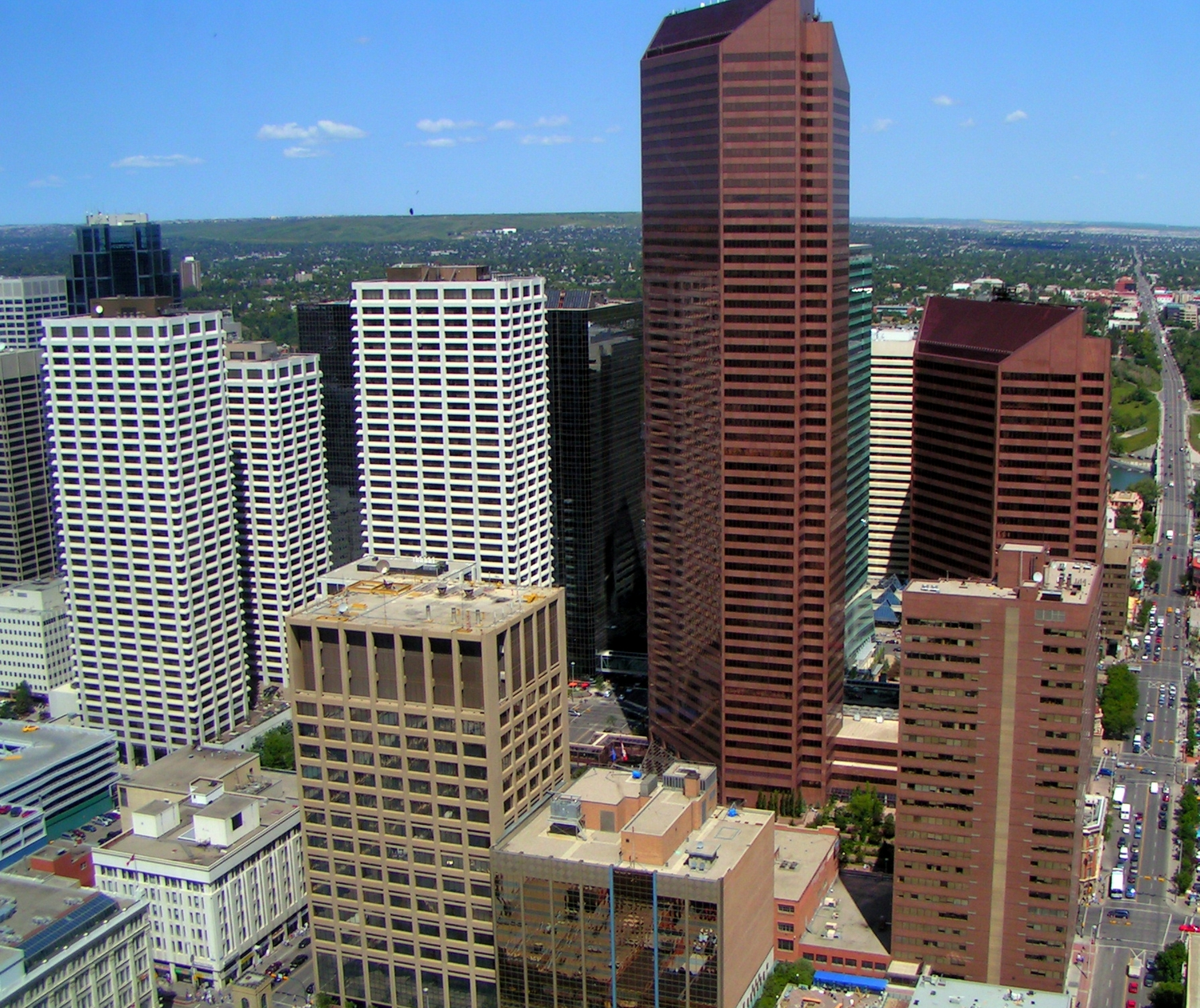
Vista da Calgary Tower

## Ligações Externas
- Site da Calgary Tower.